# TNT (przedsiębiorstwo)

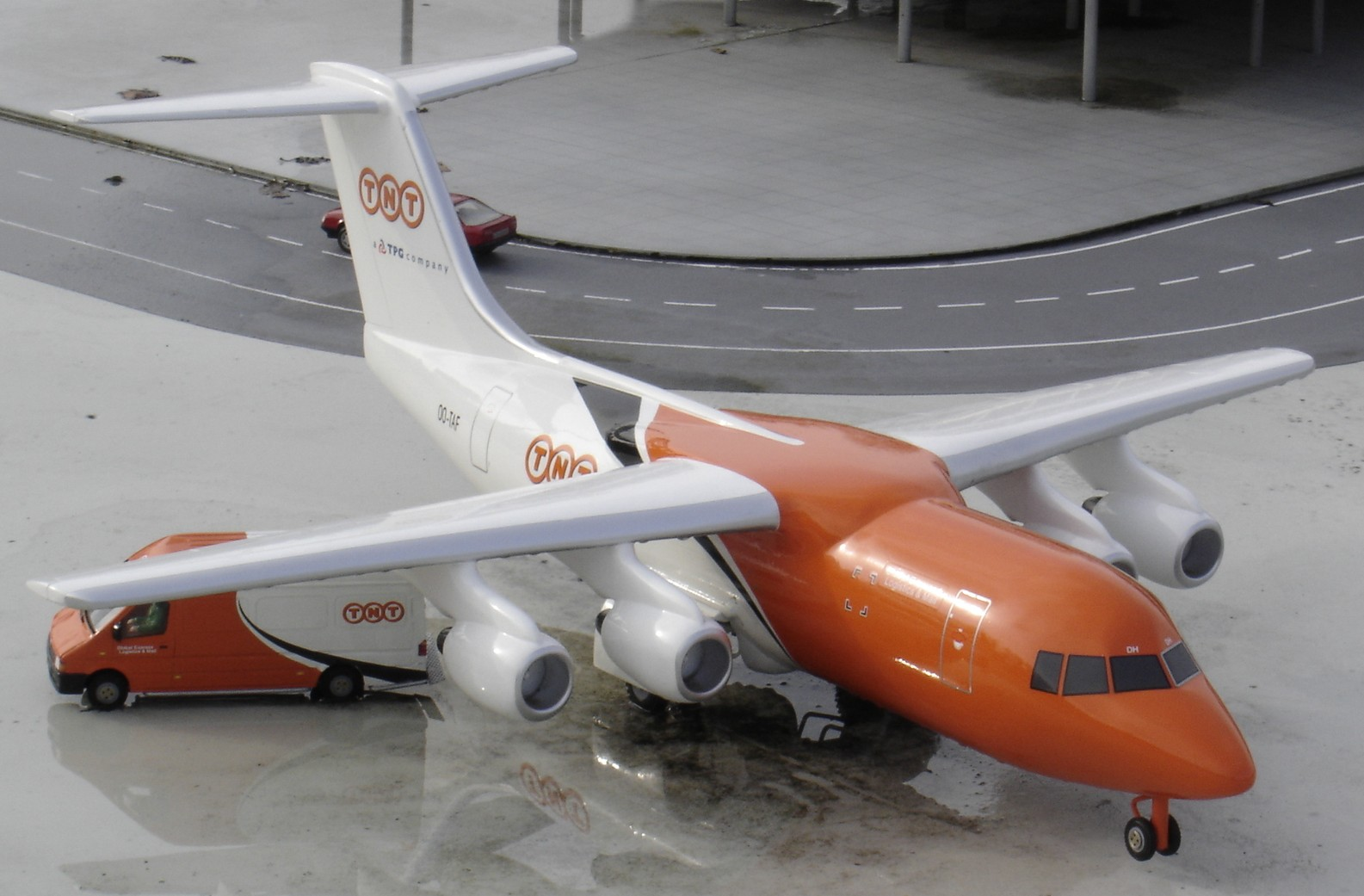
Model samolotu i samochodu kurierskiego firmy TNT

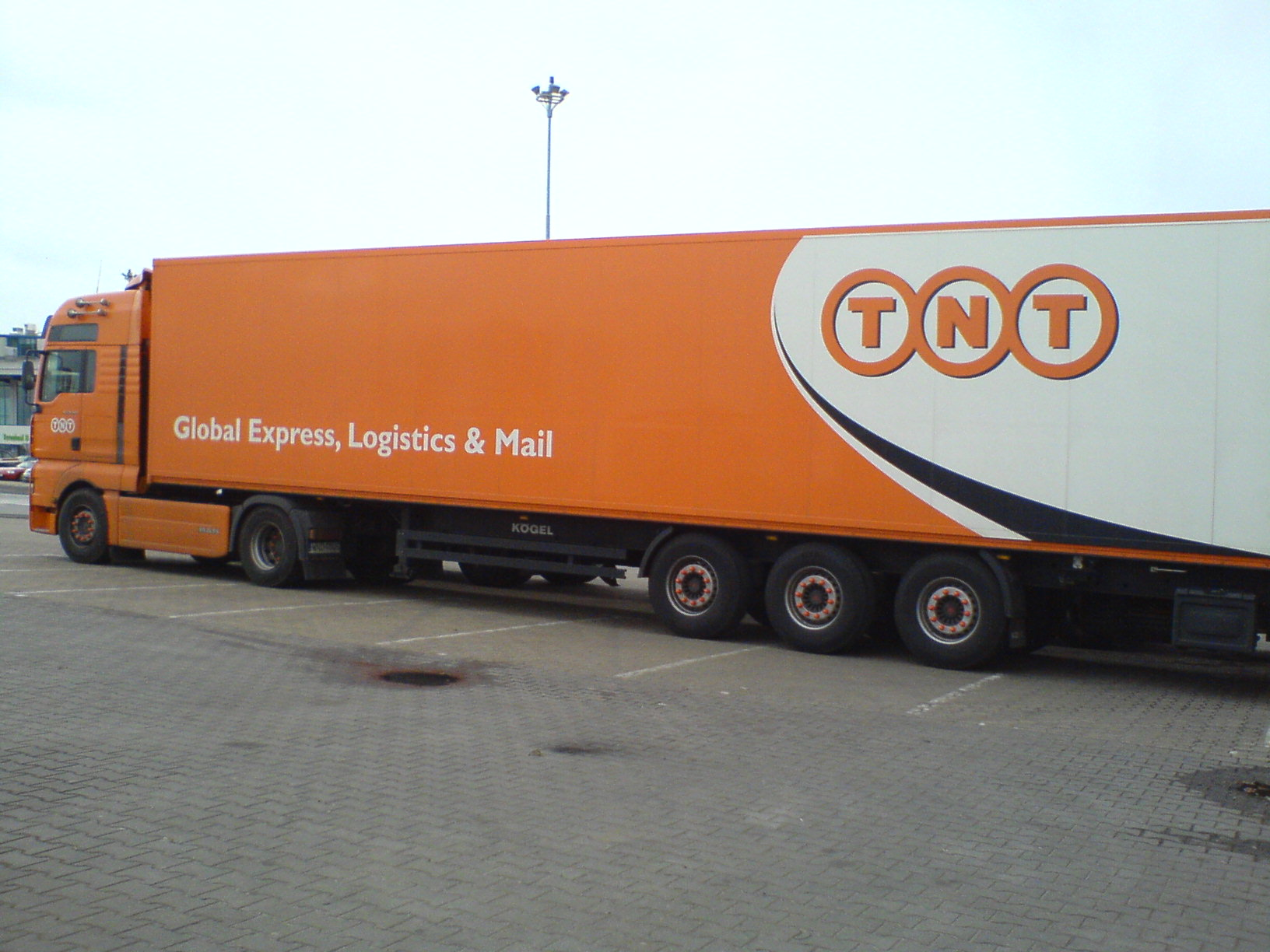
Samochód liniowy firmy TNT Polska

TNT N.V. – dawne holenderskie przedsiębiorstwo logistyczne świadczące usługi pocztowe i kurierskie na rynku międzynarodowym. Przedsiębiorstwo było właścicielem działającego w Holandii ogólnokrajowego operatora pocztowego Koninklijke TNT Post.
31 maja 2011 roku, po odłączeniu się oddziału kurierskiego – TNT Express, spółka zmieniła nazwę na PostNL.

## Historia
Firma została założona w 1946 roku w Sydney przez Kena Thomasa. Skrót "TNT" oznaczał Thomas Nationwide Transport. W ciągu niespełna 25 lat funkcjonowania na rynku przedsiębiorstwo stało się firmą globalną.
Tygodniowo przewoziło 4,4 mln przesyłek – paczek, dokumentów i frachtów do ponad 200 krajów przy wykorzystaniu sieci złożonej z ponad 2331 oddziałów, punktów przeładunkowych oraz centrów sortowania. Firma posiadała kilkadziesiąt tysięcy pojazdów.
W 2007 roku firma zanotowała przychody w wys. 6,5 mld EUR. Zysk operacyjny wyniósł 599 mln EUR, co oznacza wzrost o 7% wobec roku 2006.
25 maja 2011 roku dokonano podziału spółki – zajmujący się przesyłkami kurierskimi oddział TNT Express stał się samodzielnym przedsiębiorstwem, a w TNT N.V. pozostał jedynie oddział pocztowy (TNT Post). 31 maja spółka zmieniła nazwę na PostNL.

## TNT w Polsce
TNT Express Worldwide (Poland) sp. z o.o. rozpoczęło działalność w Polsce w 1992 roku od przejęcia lokalnej firmy transportowej Evimar. Firma szybko rozwinęła sieć placówek w największych miastach, a w 1995 roku uruchomiła pierwsze połączenie lotnicze z Warszawy. Rok później, jak w innych krajach Europy, wprowadziła do oferty serwis drogowy. W 1998 roku na mapie lotniczych połączeń TNT znalazły się Katowice, a dwa lata później Gdańsk. W 2001 roku TNT jako pierwsza firma w Polsce zostaje laureatem prestiżowego, brytyjskiego godła "Investor in People" i polskiego odpowiednika "Inwestora w Kapitał Ludzki". W tym samym roku TNT po raz pierwszy przechodzi audyt ISO otrzymując Certyfikat Jakości ISO 9002: 1994. Kolejne lata przynoszą rozwój infrastruktury terytorialnej, operacyjnej i informatycznej firmy czyniąc z niej lidera na rynku przesyłek ekspresowych i kurierskich. W 2006, 2007, 2008 i 2011 roku TNT otrzymało Złote Godło w branżowym programie badawczym Operator Logistyczny Roku. Na początku 2008 roku Biuro Główne TNT przeniosło się do nowej siedziby przy ul. Annopol w Warszawie, gdzie mieści się także najnowocześniejsze drogowe centrum przeładunkowe.